# はっぴぃ にゅう にゃあ/イチャラブ Come Home!
「はっぴぃ にゅう にゃあ/イチャラブ Come Home!」（はっぴぃ にゅう にゃあ/イチャラブ カムホーム）は、2010年5月12日にジェネオン・ユニバーサルから発売されたシングル。

## 概要
テレビアニメ『迷い猫オーバーラン!』のオープニングテーマとエンディングテーマを収録した両A面シングル。歌は、『迷い猫オーバーラン!』に登場するヒロインの芹沢文乃、梅ノ森千世、霧谷希を演じる伊藤かな恵、井口裕香、竹達彩奈の3人の声優が担当している。初回特典にはジャケットイラストステッカーが封入されている。なおCMは、「はっぴぃ にゅう にゃあ」､「イチャラブ Come Home!」の2種類が存在する。

## 楽曲解説
はっぴぃ にゅう にゃあ
CDやテレビ、アニメ雑誌および一部カラオケ機種では曲題および歌詞中の「はっぴぃ」、「にゅう」、「にゃあ」および「ラッキー」、「ニュー」、「フェイス」の後にそれぞれ猫の足型が描かれている。それが正式な表記だがPC上では表記出来ない為、空白表記となっている。
ブシロードが発売する同作のトレーティングカードゲームである『ヴィクトリースパーク トレーティングカードゲーム 迷い猫オーバーラン!』のCMソングにも使用されている。
3人それぞれのソロバージョンが、それぞれのキャラクターソングシングルに収録されている。このCDでは歌唱に参加していない都築乙女のソロバージョンも存在する。
アニメワンの「みんなで選ぶ2010年アニメソングベスト10」では1位を獲得した。
『リスアニ!』キャラクターソング特集においては、「奇跡以外の何物でもないナチュラル電波ソング」と評された。
イチャラブ Come Home!

## 収録曲
（全作詞：くまのきよみ、作曲・編曲：髙木隆次）
1. はっぴぃ にゅう にゃあ [3:55] 
  - テレビアニメ『迷い猫オーバーラン!』オープニングテーマ
  - ブシロード『ヴィクトリースパーク トレーティングカードゲーム 迷い猫オーバーラン!』CMソング
2. イチャラブ Come Home! [3:53] 
  - テレビアニメ『迷い猫オーバーラン!』エンディングテーマ
3. はっぴぃ にゅう にゃあ（inst.）
4. イチャラブCome Home!（inst.）

## カバー
- 霧島若歌 with 水玉おんらいん（古川未鈴・成瀬瑛美） - 「はっぴぃ にゅう にゃあ」
コンピレーション・アルバム『JOYSOUND presents アニソントランス ラボラトリー 〜ファースト レポート〜』に収録。